# ARMET
ARMET‏ (Mesencephalic astrocyte derived neurotrophic factor) هوَ بروتين يُشَفر بواسطة جين ARMET في الإنسان.